# Cartas Cruzadas (novela)
Cartas Cruzadas es la segunda novela del escritor colombiano Darío Jaramillo Agudelo publicada en 1995. Fue finalista del Premio Rómulo Gallegos en la edición número X, y construida a partir de un archivo epistolar de un grupo de amigos y fragmentos del diario íntimo de uno de ellos, en cerca de doce años en los que trascurre el relato. La historia se sitúa en los años setenta y ochenta, en las ciudades de Medellín, Bogotá, Miami y Nueva York. 

## Contexto de Escritura
La novela Cartas Cruzadas fue escrita por Darío Jaramillo Agudelo en un periodo de tiempo aproximado de seis años entre 1989 y 1995, y se publicó por primera vez a mediados de 1995 en la ciudad de Bogotá. El novelista iniciaba la rutina de escritura el viernes en la noche y terminaba el domingo. La idea de esta historia surgió de las visitas que hacia a Medellín, cuenta que «en esa época tenía una imagen en la cabeza. Cuando visitaba a mis padres en Medellín ―la tumba de Gardel, la cuna de Fernando Botero, la excapital mundial de la cocaína―, en mis insomnios de tres de la mañana divisaba por la ventana a una mujer ya vieja instalada en un balcón vecino. Por la chismografía del edificio me enteré de que un comerciante de cocaína había trasladado a su madre de vivir en un bullicioso barrio popular a un silencioso e inmenso apartamento en una zona de más status». Aunque este es el leitmotiv, no toma un punto protagónico en la trama.

## Composición
El libro consta de catorce capítulos que tienen como títulos las fechas de la correspondencia, las cuales inician en octubre de 1971 hasta noviembre de 1982. Con una estructura de archivo epistolar organizado cronológicamente y en tiempo diacrónico, se narran las historias de un grupo de amigos que experimentan las dificultades del mercado laboral y el advenimiento del narcotráfico en el país.

## Argumento
La novela narra la historia de Raquel, Luis y Esteban quienes son los personajes que se cruzan cartas, además de los fragmentos del diario íntimo de Esteban, transversal a toda la novela. Estos personajes se ven afectados por una atmósfera de la inmediatez de las acciones, de la futilidad de la vida y de los problemas para conseguir dinero y poder vivir. Raquel es periodista pero esto le da apenas para la manutención. Luis, compañero de Raquel, fue primero estudiante y, posteriormente, profesor de literatura con un sueldo modesto. Juntos viven en Bogotá, aunque su procedencia es Medellín. A diferencia de estos personajes, Esteban, quien se desempeña como periodista deportivo, vive en Medellín rodeado de comodidades económicas gracias a los negocios de su familia. Este círculo de camaradería se ve permeado por el narcotráfico, dado que Luis, llevado por la envidia que le despierta su amigo Esteban, decide inmiscuirse en el tráfico de drogas con ayuda de su cuñado «Pelusa». Desde ese momento Luis da un giro inesperado y nunca más podrá volver a ser el mismo. Por tal circunstancia la relación afectiva de Raquel y Luis poco a poco se va deteriorando hasta la ruptura.

## Tiempo Histórico
Cartas Cruzadas puede ubicarse en la historia de Colombia de las tres últimas décadas del siglo XX, periodo que comprende el más alto poder del narcotráfico en el país, dado que a nivel internacional, países como Estados Unidos declararon la guerra contra las drogas.

## Temáticas
Gracias a la intimidad del género epistolar y el diario íntimo, la novela tiene una gran variedad de temáticas como quebrantos amorosos, problemas de creación literaria, discusiones acerca de la pertinencia de la crítica literaria y los problemas de la región antioqueña para hacerle frente al narcotráfico. En fin, no sólo se da un horizonte temático limitado.

### Amor
Es recurrente el tema del amor en la narrativa de Darío Jaramillo Agudelo; la única novela que no tiene como base las relaciones de pareja es La Muerte de Alec que claramente es un relato sobre la amistad, aunque Isaías Peña Gutiérrez diría que esta novela corta también es un libro sobre el amor, pues según él, «la muerte y la desaparición, el silencio o la soledad,responden a cada llamado del amor» (p. 229). En cambio, en el caso concreto de Cartas Cruzadas, el amor aparece en toda su plenitud en la relación de Raquel y Luis fue amor a primera vista, junto con las vacilaciones, la dolorosa ruptura y la separación del ser querido. De igual forma, también alimenta la experiencia de personajes de amores pasajeros, de mujeres fatales y teorías de adulterio descritas por Esteban. Por ello, en la narración se experimenta constantemente variaciones entre amor y desamor, entre la soledad y estar con alguien.

#### Amistad
Algo sugestivo en este libro es la amistad de Luis y Esteban así como los lazos cercanos de Claudia y Raquel; al lado de estas relaciones solidarias, aparece la relación con el cura López. La amistad es la vida misma, «aquí, precisamente, tendría que decirse que la amistad es, ante todo, un antídoto contra el aburrimiento y que el secreto de la vitalidad de una relación radica en que uno no pueda prever las reacciones del otro, ni se sepa de memoria sus temas».

##### Música
Un aspecto importante en Cartas Cruzadas son los recorridos por el jazz de Miles Davis con su King of Blues, Charlie Parker con su Saxo con Cuerdas, las versiones de Summertime de Charlie Parker, Billie Holiday, Janis Joplin, John Coltrane, Mongo Santamaría, Ella Fitzgerald con Satchmo y Miles Davis. Hay una pieza de Alberta Hunter interpretando The Love I Have For You y London Session (1934) que Luis y Raquel conocen en la novela.

## Personajes
| Personaje                      | Descripción |
| ------------------------------ | --- |
| Juan Esteban                   | Poeta y periodista deportivo radial. Protagonista de la narración.                                                                      |
| Luis Jaramillo Pazos           | Profesor, crítico literario. Se involucra en el comercio de cocaína. Protagonista de la narración                                       |
| Raquel Uribe Fernández         | Periodista. Protagonista de la narración.                                                                                               |
| Claudia Uribe Fernández        | Hermana mayor de Raquel. Compañera de Juana. Madre soltera de Boris. Maneja equipos de radiología en un hospital de Nueva York.         |
| María Uribe Fernández          | Esposa de Maximiliano y hermana de Raquel.                                                                                              |
| Rafael Humberto Uribe          | Padre de Raquel, separado y responsable de sus tres hijas y nietos.                                                                     |
| Ester Fernández                | Madre de Raquel Uribe y esposa del doctor Arroyo.                                                                                       |
| Mariano Arroyo (doctor Arroyo) | Pintor, recitador de poesía, psicoanalista retirado y esposo de Ester Fernández.                                                        |
| Juana                          | Compañera de Claudia y destinataria de la extensa Carta de Raquel. Trabaja como instrumentista de cirugía en un hospital de Nueva York. |
| Boris Uribe                    | Hijo de Claudia y buen amigo de Esteban.                                                                                                |
| Germán López (el cura López)   | Jurado de tesis de maestría de Luis. Profesor, amigo de los tres protagonistas y casualmente amigo de Carlota.                          |
| Moisés Zuluaga (Pelusa)        | Esposo de Cecilia, es el puente para que Luis entre en el negocio de comercio de cocaína.                                               |
| Cecilia Jaramillo Pazos        | Hermana de Luis, esposa de Pelusa y cerebro de los negocios del comercio de cocaína.                                                    |
| Maximiliano Henao              | Esposo de María y político de gran reconocimiento en la región antioqueña.                                                              |
| Gabriela Pazos                 | Mamá de Luis y Cecilia y madre adoptiva de Esteban.                                                                                     |
| Carlota                        | La mujer fatal misteriosa que tiene amores con Esteban.                                                                                 |
| Marta                          | Una joven mujer que vuelve loco a Esteban pero que termina involucrándose con Boris.                                                    |

## Menciones
La obra estuvo entre las seis finalistas de ciento ochenta y dos obras que concursaron en el Premio Internacional Rómulo Gallegos en su décima edición en 1997 cuyo importante galardón lo recibió la escritora mexicana Ángeles Mastretta con Mal de Amores. El monto del premio fue de 60.000 dólares. El jurado de aquella edición estuvo conformado por los escritores: el español Javier Marías, el colombiano Juan Gustavo Cobo Borda, la brasileña Bella Josef, el chileno Antonio Skármeta y el venezolano Carlos Pacheco.

## Recepción de la Obra
Según la crítica las obras de Jaramillo constituyen «verdaderos textos experimentales»,  en donde Cartas Cruzadas se ubica en el género de novela epistolar  y novela polifónica. Además, el recurso de problematizar asuntos de la creación literaria en la correspondencia de Luis y Esteban constantemente, el ámbito de la crítica lo ha denominado metaficción.